# Jezioro Czarne (gmina Kwilcz)
Czarne – niewielkie jezioro morenowe, śródleśno-bagienne w woj. wielkopolskim, w powiecie międzychodzkim, w południowo-środkowej części gminy Kwilcz, w obrębie sołectwa Daleszynek.

## Historia
Jezioro Czarne po raz pierwszy wzmiankowane w 1435 roku, jako zbiornik należący do Niemierza i Sędziwoja, braci niedzielnych z Grodziska. Ci następnie zapisali je swojej matce, Annie za 200 gr grzywien posagu i wiana na wsi Lubosz wraz z innymi jeziorami, min. Obierznim, czy Uścięcino.

## Dane morfometryczne
Powierzchnia zwierciadła wody według różnych źródeł wynosi od 5,8 ha do 10. Zwierciadło wody położone jest na wysokości 95 m n.p.m..